# Station Pierrefonds
Station Pierrefonds was een spoorwegstation in de Franse gemeente Pierrefonds, aan de voormalige spoorlijn Rethondes - La Ferté-Milon. Het station is gesloten en de rails zijn reeds lang verwijderd, maar het reizigersgebouw staat er nog en is sedert 1977 geclassificeerd als Monument Historique.